# ウェルス・ホイト
ウェルス・ホイト（William Welles Hoyt、1875年5月7日-1954年12月1日）は、アメリカ合衆国の陸上競技選手。
1896年アテネオリンピック棒高跳において、3.30mの記録を出し、近代オリンピック初代棒高跳チャンピオンに輝いた。さらに、ホイトは110mHにも出場。予選を突破したが、決勝は棒高跳に出場するためレースに出場しなかった。